# Juan Bautista Pérez González
Juan Bautista Pérez González (Cistierna, 31 de enero de 1969) es un deportista español que compitió en tenis de mesa adaptado. Ganó una medalla de plata en los Juegos Paralímpicos de Río de Janeiro 2016 en la prueba de equipo (clase 9-10).

## Palmarés internacional
| Juegos Paralímpicos | Juegos Paralímpicos     | Juegos Paralímpicos | Juegos Paralímpicos |
| Año                 | Lugar                   | Medalla             | Prueba              |
| ------------------- | ----------------------- | ------------------- | ------------------- |
| 2016                | Río de Janeiro (Brasil) | Medalla de plata    | Equipo 9-10         |